# Buławik czarny
Buławik czarny, grenadier czarny (Coryphaenoides rupestris) – gatunek ryby z rodziny buławikowatych (Macrouridae).

## Występowanie
Ocean Atlantycki na południe od Islandii i południowej Grenlandii. Żyje stadnie przy dnie na głębokości 180–2600 metrów p.p.m. w wodzie o temperaturze 3–8 °C.

## Opis
Osiąga do 110 cm długości. Głowa duża, mierzy około 15% długości ciała. Tylna część ciała cienka, wydłużona. Pysk krótki, zaokrąglony, na podbródku krótki wąsik. Otwór gębowy duży, w położeniu dolnym, jego krawędź sięga oka. W szczęce 2 rzędy zębów, szereg tylny jest większy. W żuchwie również 2 rzędy nieregularnych zębów. Pierwsza płetwa grzbietowa z 10–13 promieniami (2. promień piłkowany). Druga płetwa grzbietowa ma bardzo krótkie promienie i razem z przesuniętą do przodu płetwą odbytową tworzą zwężającą się falbankę o bardzo cienkim końcu. Płetwy ogonowej brak. W płetwach piersiowych występuje 16–19 promieni. W płetwach brzusznych 8 promieni, z których zewnętrzne są wydłużone. Nasada pierwszej płetwy grzbietowej, płetw piersiowych i brzusznych znajdują się w jednej linii. Ciało buławika czarnego pokryte jest bardzo dużymi, łatwo odpadającymi łuskami, z delikatnymi, skierowanymi w tył kolcami. Łuski na głowie są mniejsze i trudniej odpadają. Ciało brązowe do czarnego z matowosrebrzystymi bokami.

## Odżywianie
Krewetki oraz ryby i kałamarnice.

## Rozród
Trze się od VIII do X, czasem też wiosną. Samica składa 12 000–16 000 pelagicznych jaj.